# Galicyjsko-Bukowińskie Akcyjne Towarzystwo Przemysłu Cukrowniczego w Przeworsku

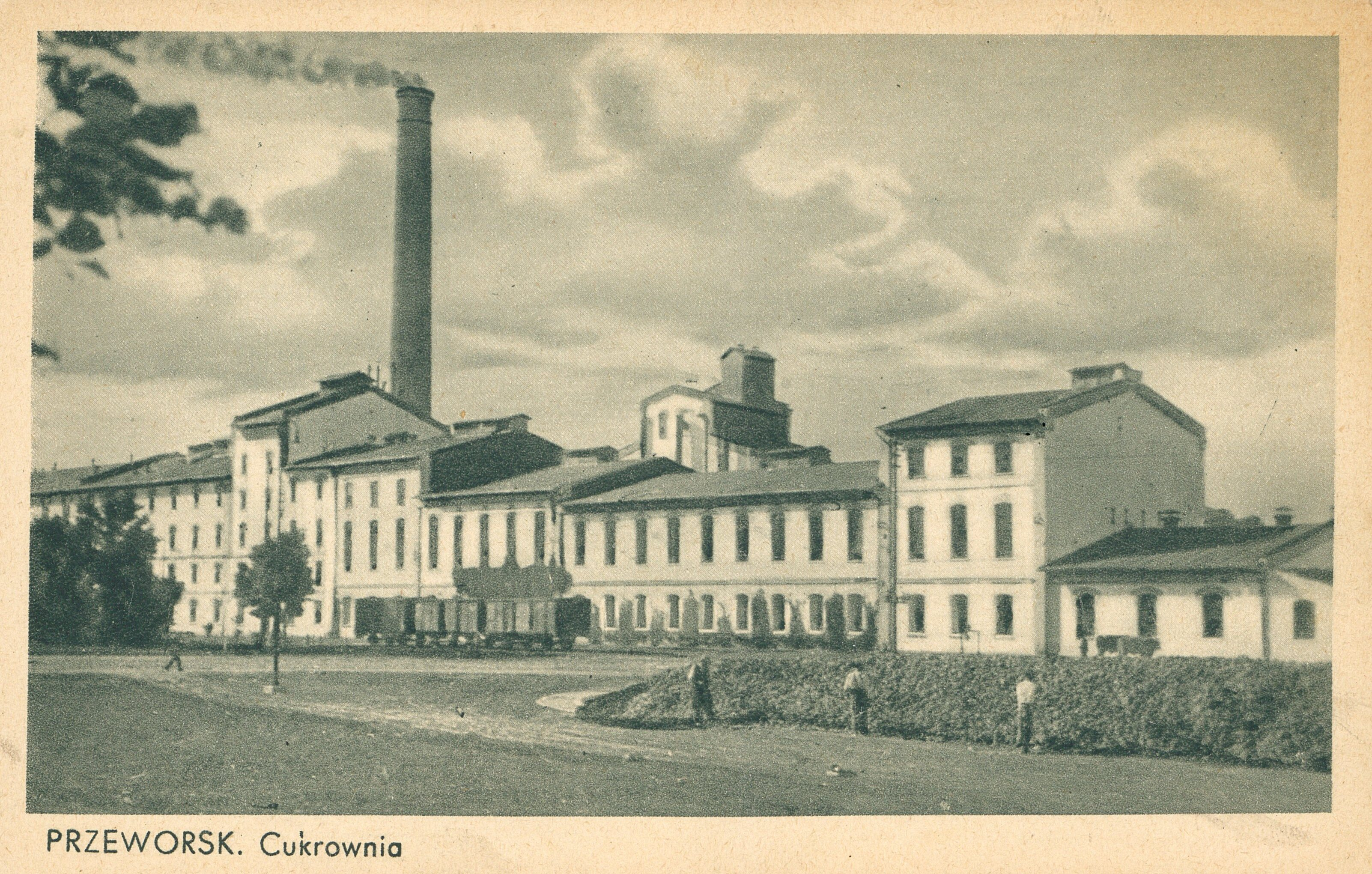
Cukrownia w Przeworsku wzniesiona staraniem Towarzystwa

Galicyjsko-Bukowińskie Akcyjne Towarzystwo Przemysłu Cukrowniczego w Przeworsku (niem. Der Galizisch-Bukowiner Zuckerindustrie-Actiengesellschaft in Przeworsk) – organizacja zarządzająca przemysłem cukrowniczym na terenie Galicji, powstała w 1894, spółka założycielska Cukrowni Przeworsk.

## Historia towarzystwa

### Powstanie Towarzystwa
Towarzystwo powstało w 1894 pod nazwą Galicyjskie Towarzystwo Przemysłu Cukrowniczego w Przeworsku. Jego celem było zakładanie i prowadzenie fabryk dla produkcji cukru z buraków i załatwiania wszelkich interesów z tą gałęzią przemysłu związek mających. Nominalnym założycielem i głównym akcjonariuszem był książę Andrzej Lubomirski, ordynat przeworski, późniejszy prezes rady nadzorczej przez cały okres trwania spółki. Pozostałymi udziałowcami Towarzystwa, dysponującego początkowo kapitałem 1 600 000 koron, podzielonym na 1600 akcji byli wielcy właściciele ziemscy. Akcjonariusze, obszarnicy w dużym stopniu nastawieni byli na zyski z własnych plantacji buraczanych, przy zagwarantowanej umową wysokiej cenie za buraki sprzedawane w zakładanej cukrowni.

### Czasy świetności
W 1897 Towarzystwo weszło w skład powstałego kartelu obejmującego producentów cukru surowego i rafinerie. Zakupiono wówczas Fabrykę cukru i rafinerię Sędziszów. Nie uruchomiono cukrowni, ale Towarzystwo rozszerzyło swój areał na zachód. 15 października 1899 otworzono rafinerię w Przeworsku wraz ze stacją odcukrzania melasy. Również w roku 1899 zapada decyzja budowy cukrowni w Żuczce pod Czerniowcami na Bukowinie. Kapitał akcyjny zwiększono, stopniowo w miarę rozwoju interesów Towarzystwa podniesiono teraz do 7 000 000 koron. W związku z rozpoczętą budową cukrowni w Żuczce w 1900 zmieniono nazwę na Galicyjsko-Bukowińskie Towarzystwo Przemysłu Cukrowniczego w Przeworsku. Cukrownia w Żuczce podjęła pracę 12 października 1901. Należała wówczas do największych tego typu zakładów w Austro-Węgrzech.

### Walka z konkurencją i odrodzenie
Sukces cukrowni w Przeworsku i Żuczce sprawił, że planowano rozpocząć budowę kolejnej cukrowni pod Tarnopolem. Jednak Związek Zachodnioaustriackich Rafinerów podjął walkę przeciw Towarzystwu. Powodem było wielka dynamika rozwojowa i ekspansja przeworskiego Towarzystwa poza tereny Galicji. Rafinerie austriackie wzniosły konkurencyjną cukrownię w Łużanach, 12 km od Żuczki, doprowadzając do strat Towarzystwo. Wygaśnięcie umowy kartelowej w 1897 dodatkowo pogorszyło sytuację. Nierentowność cukrowni w Żuczce sprawiła, że lata 1901–1904 były szczególnie niekorzystne dla przeworskiego Towarzystwa. Akcjonariusze wspólnymi siłami podjęli walkę z konkurencją. W 1902 zawarto prowizoryczny kartel i otrzymano bonifikatę w kwocie 224 000 koron. Jednak Živnostenská Banka, z którą Towarzystwo podpisało układ komisowo-kredytowy, zdecydowała się przejść na stronę austriacką. W tej sytuacji ratunkowego kredytu udzielił Galicyjski Bank Krajowy. Towarzystwo zwróciło się jednocześnie z apelem do mieszkańców Małopolski. W ciągu jednego miesiąca sprzedano 50 000 dt rafinady. Skutkiem tego, po utworzeniu nowego kartelu w 1906 Towarzystwu przyznano najwyższy ze wszystkich cukrowni kontyngent. W II Rzeczypospolitej Towarzystwo zostało przekształcone w spółkę pod nazwą Cukrownia i Rafineria Przeworsk, Spółka Akcyjna w Przeworsku.

### Działalność na rzecz Przeworska
Działalność towarzystwa przyczyniła się do podniesienia poziomu rolnictwa w Małopolsce Środkowej i zwiększenia jego rentowności. Ponadto przyczyniło się do budowy nowych dróg (Przeworsk-Markowa i Przeworsk-Bystrowice). Zainicjowano powstanie linii kolejowej Przeworsk-Rozwadów (1898–1902) oraz wąskotorowej Przeworskiej Kolei Dojazdowej do Dynowa (1904). Towarzystwo udzielało również wsparcia przeworskiemu Gimnazjum, wpłacając roczną subwencję w kwocie 2500 koron.